# Дражен (филм)
Дражен је биографски филм из 2024. о кошаркашу Дражену Петровићу. Режију потписују Данило Шербеџија и Љубо Здјеларевић, по сценарију Ивана Турковића Крњака, док су аутори пројекта и продуценти Љубо Здјеларевић и Ивор Шибек. Произведен је у међународној копродукцији између Хрватске, Словеније и Србије.
Филм је светску премијеру имао у биоскопу CineStar у Шибенику на Драженов 60. рођендан, 22. октобра 2024, док је од 31. октобра кренуо у биоскопску дистрибуцију. Филм је 5. фебруара 2025. приказао Netflix.

## Радња
Филм приказује све фазе живота Дражена Петровића, од одрастања у Шибенику с породицом, играња у кошаркашким клубовима Шибенки, Цибони, Реал Мадриду, Портланд трејлблејзерси и Бруклин нетси, ратног периода, љубавних веза, све до несрећне смрти у аутомобилској несрећи 1993. године.

## Улоге
| Глумац            | Улога               |
| ----------------- | ------------------- |
| Домагој Нижић     | Дражен Петровић     |
| Ромина Тонковић   | Рената              |
| Зринка Цвитешић   | Бисерка Петровић    |
| Павле Матушко     | Александар Петровић |
| Драган Мићановић  | Јован Петровић      |
| Валентин Перковић | Ворен Легари        |
| Викторија Хауер   | Клара               |
| Миле Кекин        | Мирко Новосел       |